# Oron-le-Châtel
Oron-le-Châtel (toponimo francese) è una frazione di 293 abitanti del comune svizzero di Oron, nel Canton Vaud (distretto di Lavaux-Oron).

## Storia

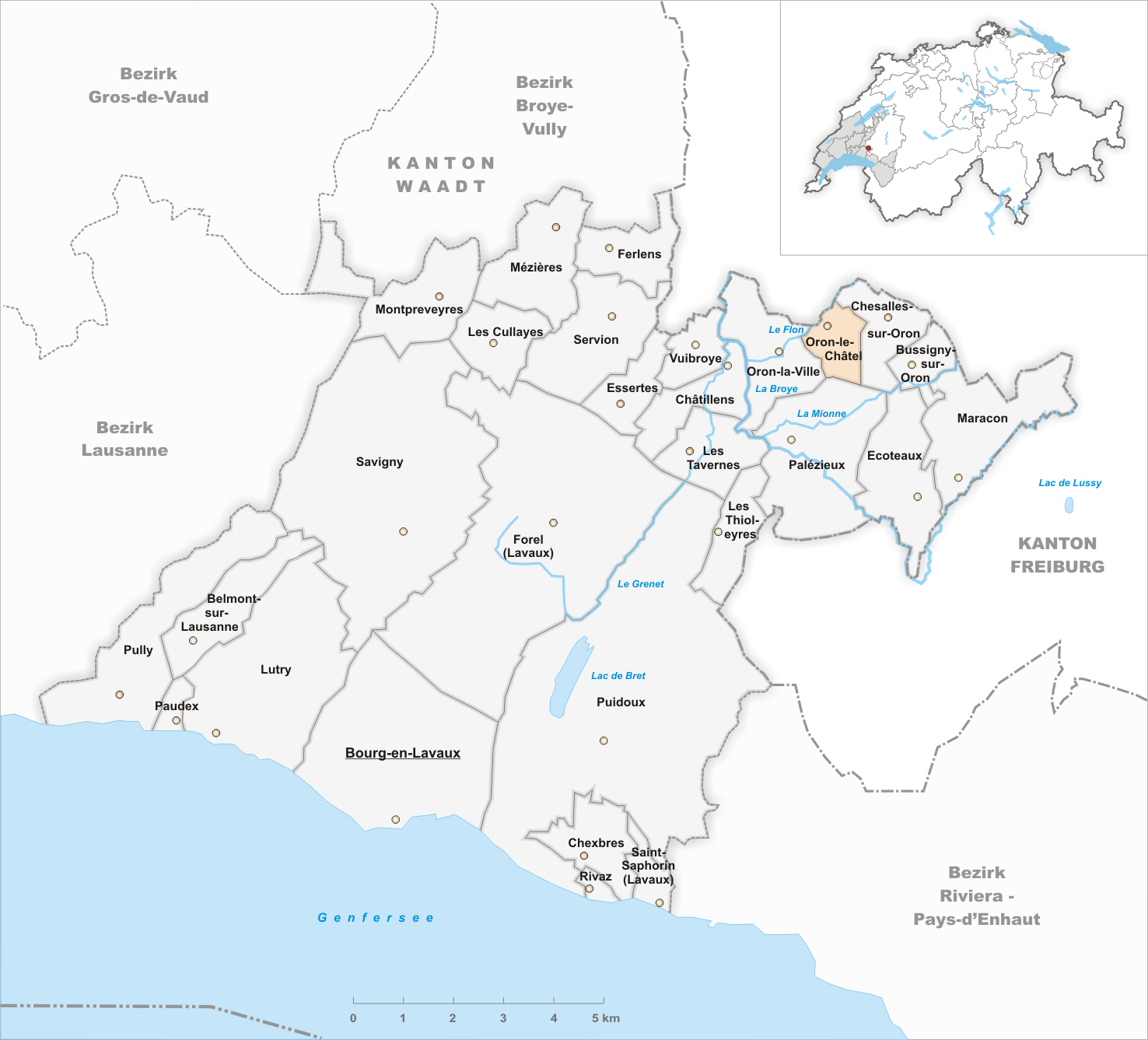
Il territorio del comune di Oron-le-Châtel prima degli accorpamenti comunali del 2012

Già comune autonomo istituito nel 1803 con la divisione dell'antico comune di Oron nei nuovi comuni di Oron-la-Ville e Oron-le-Châtel, si estendeva per 1,26 km². Nel 2012 è stato accorpato agli altri comuni soppressi di Bussigny-sur-Oron, Châtillens, Chesalles-sur-Oron, Ecoteaux, Oron-la-Ville, Palézieux, Les Tavernes, Les Thioleyres e Vuibroye per formare il nuovo comune di Oron.

## Monumenti e luoghi d'interesse

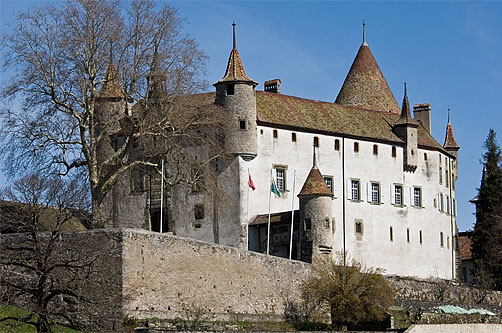
Il castello di Oron

- Castello di Oron, eretto nel XIII secolo e ricostruito nel XVI secolo[1], inserito nella lista dei beni culturali d'importanza nazionale[senza fonte].

## Società

### Evoluzione demografica
L'evoluzione demografica è riportata nella seguente tabella:
Abitanti censiti

## Infrastrutture e trasporti

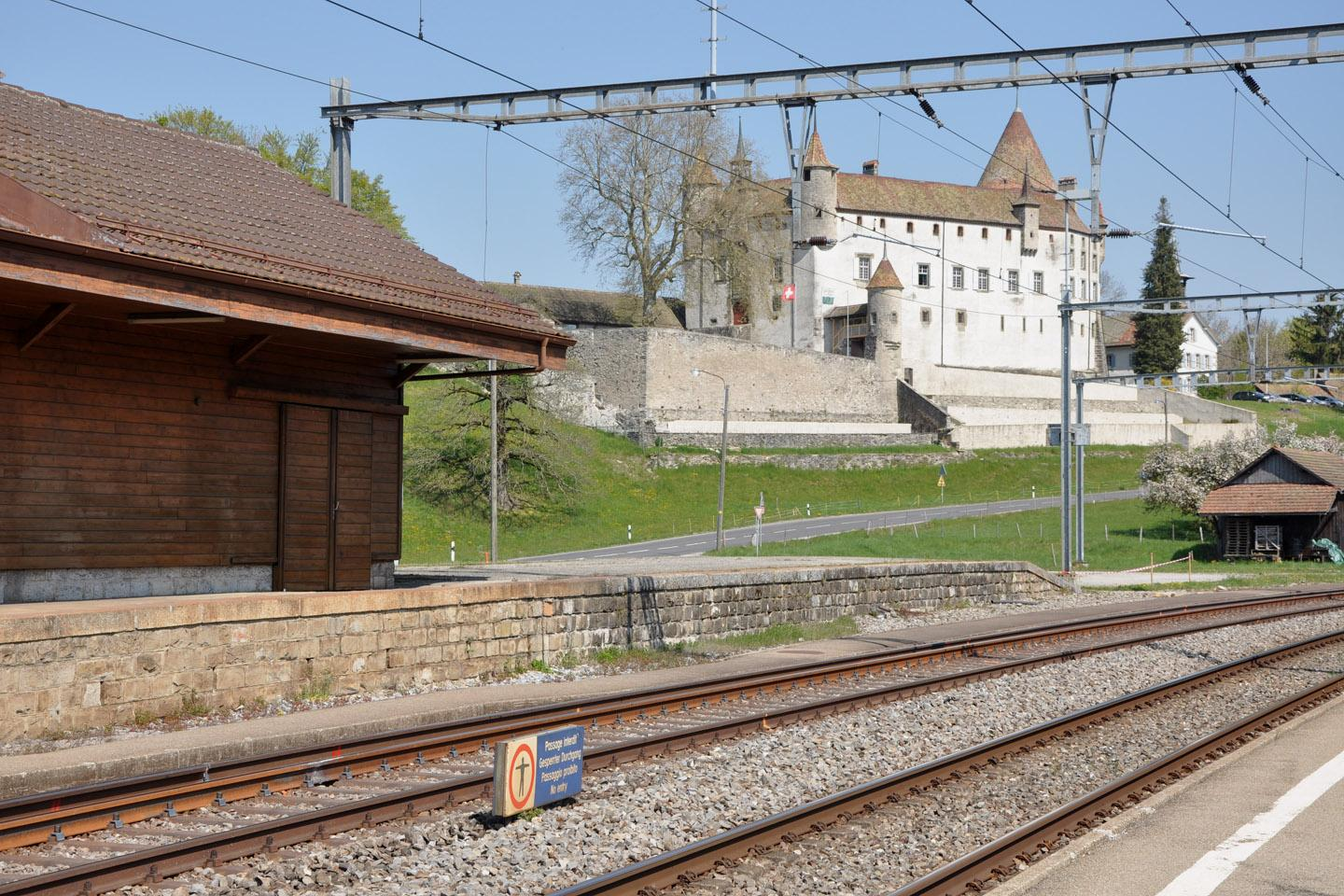
La stazione di Oron

Oron-le-Châtel è servito dalla stazione di Oron, sulla ferrovia Losanna-Berna.

## Amministrazione
Ogni famiglia originaria del luogo fa parte del cosiddetto comune patriziale e ha la responsabilità della manutenzione di ogni bene ricadente all'interno dei confini della frazione.